# Demokratie in der Schweiz
Die Demokratie ist in der Schweiz so ausgestaltet, dass die Stimmbürger als Souverän auf allen Staatsebenen (Gemeinde, Kanton, Bundesstaat) als Inhaber der obersten Gewalt (Souverän) in Sachfragen abschliessend entscheiden können. Die direkte Demokratie ist ein zentrales Element der Schweizer Staatsordnung. In kaum einem anderen Staat verfügt das Volk über so umfassende Mitbestimmungsrechte wie in der Schweiz.

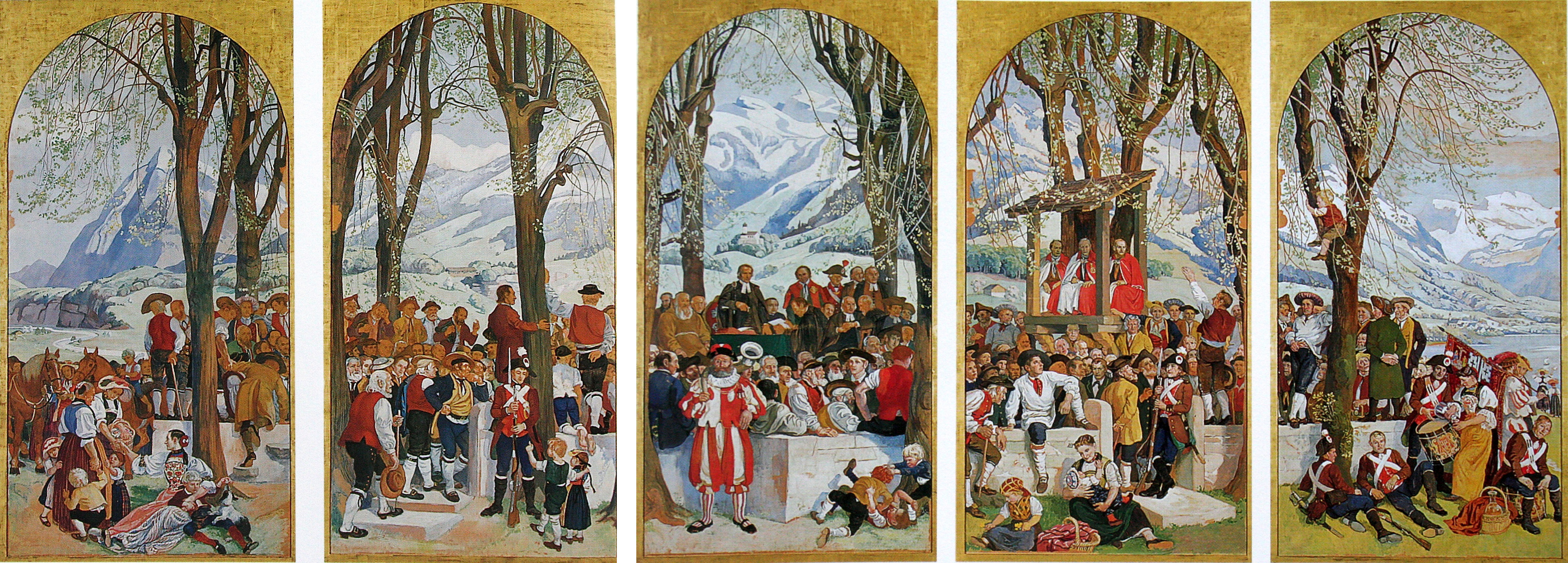
Die Landsgemeinde (Albert Welti 1910/12)

## Entstehung und Entwicklung der demokratischen Institutionen
Seit dem Mittelalter gab es in einigen Kantonen die direktdemokratische Institution der Landsgemeinde. In den freien Gemeinden der Drei Bünden war die direkte Demokratie am weitesten entwickelt. In der Neuzeit wurde die demokratische Entwicklung in der Schweiz von den grösseren Kantonen mit ihren eher repräsentativen Systemen bestimmt. 1840 waren sieben Kantone mit Landsgemeinden (Appenzell Innerrhoden, Appenzell Ausserrhoden, Glarus, Nidwalden, Obwalden, Uri, Schwyz), sechs mit halbdirekter Demokratie (Baselland, Graubünden, Luzern, St. Gallen, Wallis, Zug), elf mit rein repräsentativer Demokratie (Aargau, Bern, Basel, Freiburg, Genf, Schaffhausen, Solothurn, Thurgau, Tessin, Waadt, Zürich) und einer als konstitutionelle Monarchie (Neuenburg) ausgestaltet.
Die Bundesverfassung von 1848 enthielt nur wenige Elemente der direkten Demokratie wie die Initiative auf Totalrevision der Verfassung. Die wichtigsten Volksrechte auf Bundesebene wurden 1874 mit dem fakultativen Gesetzesreferendum und 1891 mit der Verfassungsinitiative eingeführt. Damals wurde die Schweiz zu jenem Staat, der nach Gebhard Kirchgässner weltweit die am stärksten ausgebaute direkte Demokratie hat.

### Alte Eidgenossenschaft

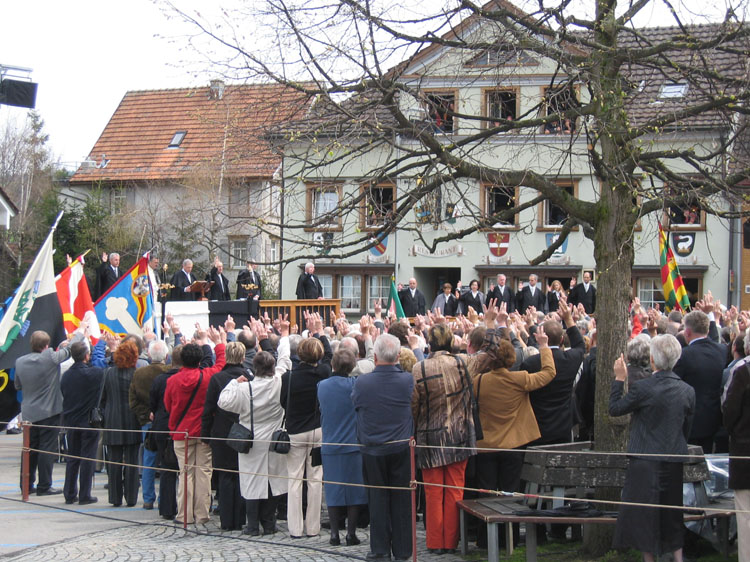
Landsgemeinde, Kanton Appenzell Innerrhoden, 2005

Erste demokratische Mitbestimmungsrechte des Volkes können in der Schweiz bis ins Mittelalter zurückgeführt werden. Zusammenfassend lassen sich drei Grundtypen der Volksbeteiligung unterscheiden: die Landsgemeinden, die Gemeindereferenden in den zugewandten Orten und die Volksanfragen in den Städterepubliken. Erste Spuren der Landsgemeinden finden sich im 13. und im 14. Jahrhundert in Uri, Schwyz, Unterwalden, Appenzell und Zug. Auch kleinere Gemeinwesen, z. B. Toggenburg oder Uznach, hatten Landsgemeinden, diese waren im Vergleich zu jenen in der Innerschweiz jedoch eher schwach ausgeprägt. Die Landsgemeinden tagten einmal jährlich; ein Landammann, die Landräte und eine gewisse Anzahl an Landleuten konnten eine ausserordentliche Landsgemeinde einberufen. Stimmberechtigt waren Männer ab 14 respektive 16 Jahren, wobei Abwesenheit unter Strafe stand. Die Landsgemeinde vereinte die legislative, die exekutive und die judikative Gewalt; folglich gab es keinen Rechtsschutz vor ihren Beschlüssen. Silvano Möckli bezeichnete die Landsgemeinde-Demokratien am Ende der Alten Eidgenossenschaft deswegen als «Volksoligarchien, darauf bedacht, ihre Privilegien zu verteidigen». Sie wehrten sich gegen die Ideen der Gleichheit und der individuellen Freiheit, die mit der Aufklärung aufkamen. Das Selbstverständnis der Landsgemeinden war enorm. Die Schwyzer Landsgemeinde erklärte 1655, dass sie niemanden über sich anerkenne als Gott allein. Art. 19 der Verfassung von Appenzell Innerrhoden bezeichnet die Landsgemeinde noch heute als «die oberste Behörde des Landes».

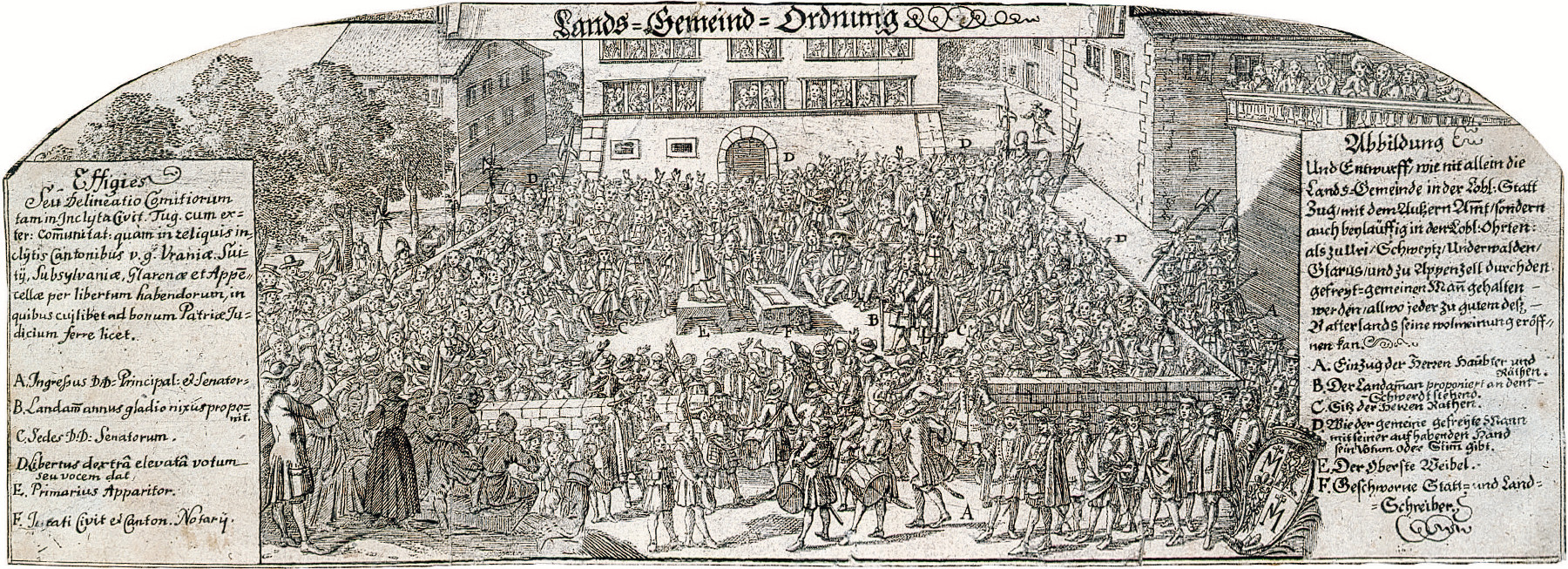
Grundordnung der Zuger Landsgemeinde von 1698

Die Gerichtsgemeinden der Drei Bünde (1524–1798), dem Vorläufer des Kantons Graubünden, und die Zehnden des Kantons Wallis verfügten über ein Referendumsrecht. Es handelte sich um ein föderatives Referendum, bei dem die Gerichtsgemeinden bei der Meinungsbildung des Gesamtstaates, des Freistaats, mitwirkten. Das Referendum war deliberativ und obligatorisch ausgestaltet. Trotz seines föderalistischen Charakters wurde das Gemeindereferendum als demokratisches Instrument betrachtet. Da sich die Drei Bünde über eine grosse Fläche erstreckten, sodass ein Landsgemeinde nicht möglich war, wurde in Graubünden ein Bundestag gebildet, an den die Gerichtsgemeinden instruierte Abgeordnete entsenden konnten. Die Position der einzelnen Gerichtsgemeinden wurde durch Volksabstimmung in den einzelnen Landsgemeinden bestimmt, wobei zumeist ein relatives Mehr nötig war – so werden noch heute die Standesstimmen bei eidgenössischen Volksabstimmungen ermittelt.
Im Verlauf der Zeit gewann das Gemeindereferendum an Bedeutung: Während im 16. Jahrhundert den Gemeinden deutlich weniger als 10 % der freistaatlichen Beschlüsse den Gerichtsgemeinden zur Abstimmung vorgelegt wurden, stieg die Zahl im 17. Jahrhundert markant, wobei die Aussenpolitik numerisch den wichtigsten Bereich darstellte (bis zu 25 % in den Drei Bünden). Das Gemeindereferendum bescherte dem Freistaat Graubünden ein aussergewöhnlich hohes Mass an Stabilität und genoss in der Bevölkerung hohe Legitimität. Bei den Abstimmungen und der Ämterbesetzung an den Landsgemeinden in der Gerichtsgemeinde bestand eine prinzipielle rechtliche Gleichheit aller Stimmberechtigten. Das Referendum übertrug den Gerichtsgemeinden und deren Bevölkerung eine Mitverantwortung für das Gemeinwohl. Da wichtige Entscheidungen in einem deliberativen Prozess an der Landsgemeinde diskutiert wurden, verfügten die Bürger trotz Lücken in der Schulbildung über ein Grundwissen politischer Abläufe.

### Die Entwicklung der modernen Demokratie in den Kantonen und Gemeinden
Die moderne Demokratie entwickelte sich in der Schweiz ab den 1830er Jahren parallel mit dem Ausbau des Pressewesens und der verfassungsmässigen Verankerung der Pressefreiheit, die bereits während der Helvetik bestanden hatte. Das Pressewesen stellte einen wichtigen Faktor in der politischen Auseinandersetzung und der Verbreitung des direktdemokratischen Gedankengutes dar. Die theoretischen Grundlagen und rechtlichen Begründungen waren in der Schweiz bereits im 18. Jahrhundert von der Westschweizer Naturrechtsschule und Jean-Jacques Rousseau gelegt worden.
Die Entwicklung fand in den Kantonen statt und wurde von unten, von den demokratischen Bewegungen in den meist ländlichen Gemeinden und Untertanengebieten angestossen. Um die verschiedenen Forderungen nach dem Ausbau der demokratischen Rechte durchsetzen zu können, wurde mit Petitionen und Memorials die Änderung der Kantonsverfassungen verlangt. Entscheidendes neues direktdemokratisches Instrument, um die Volkssouveränität absichern zu können, wurde das Volksveto (ein Vorläufer des fakultativen Gesetzesreferendums), mit dem sich das souveräne Volk die Sanktion aller Gesetzesänderungen vorbehielt.
Der Kanton Appenzell Innerrhoden war einer der ersten, in dem die Kabinettspolitik der herrschenden Familien in der Landsgemeindedemokratie vom Volk nicht mehr toleriert und mit der Verfassung von 1829 eine moderne Demokratie nach dem Gusto des Volkes errichtet wurde.
Dem Kanton St. Gallen gelang 1831 mit der Einführung des Vetos eine Pionierleistung. Sie war das Resultat einer politischen Kompromisslösung zwischen der bürgerlich-liberalen und ländlich-demokratischen Strömung im Verfassungsrat und dem Einfluss des frühen Theoretikers der direkten Demokratie, Franz Anton Good.
Der Kanton Luzern war 1841 der dritte Kanton, der ein Gesetzesveto einführte, und der erste, der dazu eine eigentliche Vetodebatte in Presse, Parlament und Öffentlichkeit durchführte. Die Luzerner Stimmberechtigten erhielten mit dem Instrument des Vetos an den Vetogemeinden ein Mitspracherecht bei Gesetzgebung, Bündnissen, Verträgen usw. und wurden damit im Sinne der Volkssouveränität oberste gesetzgebende Instanz. Nirgendwo sonst in der Eidgenossenschaft besass eine kantonale Bevölkerung soviel Macht. Diese Debatte war für die weitere Entwicklung der direkten Demokratie in den anderen Kantonen und auf Bundesebene bahnbrechend.
Die neue Verfassung des Kantons Zürich, die am 18. April 1869 von über 60 Prozent der Stimmenden angenommen wurde, war die erste direktdemokratische Verfassung in der Schweiz. Vor Zürich hatte kein Kanton einen solch radikalen Wandel von einem reinen Repräsentativsystem zu einem Modell mit weitreichenden direktdemokratischen Elementen vollzogen. Die Idee der reinen Volksherrschaft wurde in einer den modernen Kulturverhältnissen entsprechenden Form eingeführt.

### Die Entwicklung der direkten Demokratie auf Bundesebene
Im 19. Jahrhundert wurde die aus dem Spätmittelalter stammende politische und genossenschaftliche Kultur (Landsgemeinden) fortgesetzt und verstärkt, die besonders bei der Schweizer Landbevölkerung auf grosses Interesse stiess («Volkstage» als «Landsgemeinden» ab 1830). Verschiedene Kräfte auf unterschiedlichen theoretischen Wegen waren am politischen Prozess zur Entwicklung der direkten Demokratie auf Bundesebene beteiligt:
Der Katholizismus hatte zur Entwicklung der direkten Demokratie mit seinem Einfluss auf die Volksschule und die höheren Schulen beigetragen. Die erste organisierte Gemeindeform in der Schweiz war die genossenschaftlich und dezentral aufgebaute Kirchgemeinde (Kirchgenossen), die die Gemeindefreiheit (Selbstbestimmung) auf naturrechtlicher Grundlage förderte.
Der Liberalismus prägte mit der liberalen Staatsidee der Aufklärungs- und französischen Revolutionszeit leitende Grundsätze der helvetischen Verfassungen und förderte die Volksschule, favorisierte die repräsentative Demokratie, bekämpfte die direkte Demokratie und den Föderalismus und negierte das moderne Naturrecht.
Die Frühsozialisten festigten aufgrund des Naturrechts und mit Bezug zur Genossenschaftstradition die direktdemokratischen staatlichen Grundlagen.
Der entscheidende Durchbruch der direkten Demokratie auf Bundesebene erfolgte durch die temporäre Verbindung und gegenseitige Befruchtung von frühsozialistischen, liberal-radikalen Ansätzen mit katholisch-konservativen Vorstellungen. Mit dem Widerstand der Katholisch-Konservativen (Beharren auf der kantonalen Souveränität) und dem Sonderbundskrieg wurde 1848 als Kompromiss eine bundesstaatlich-föderalistische Lösung möglich. Das gemeinsame Ziel wurde die Schaffung der direkten Demokratie und damit die Konkretisierung der Volkssouveränität. Die Volksbewegung der ländlichen Bevölkerung war die Hauptträgerin direktdemokratischer Konzepte und Forderungen. Sie konnte schliesslich die direkte Demokratie durchsetzen.

## Zentrale Elemente der eidgenössischen Demokratie

### Repräsentative und direkte Demokratie
In keinem anderen Staat wird die Volkssouveränität so konsequent umgesetzt wie in der Schweiz. Das Volk entscheidet ausnahmslos über alle Verfassungsfragen, und wichtige Erlasse des Parlaments unterstehen der Nachentscheidung durch die Stimmbürger. Die Zustimmung des Volks bildet die Legitimationsgrundlage des Staates und seiner Einrichtungen. Obschon sich absolute Volkssouveränität nicht verwirklichen lässt, wird die Demokratie vom Grundsatz getragen, dass die Bürger die staatliche Willensbildung tragen, wenngleich nicht jedes einzelne Gesetz und jeder einzelne Beschluss die Zustimmung aller Gruppen finden kann.
Die ausgebauten Volksrechte sind das herausragende Merkmal der schweizerischen Demokratie. Während sich die Mitwirkungsmöglichkeiten der Bevölkerung in einer repräsentativen Demokratie auf die Wahl der gesetzgebenden Gewalt (Legislative) beschränken, trifft das Schweizer Volk die grundlegenden Sachentscheide oder stimmt über Beschlüsse des Parlaments ab. Die Mischform von repräsentativen und direktdemokratischen Elementen wird in Lehre und Praxis oft als halbdirekte Demokratie bezeichnet. Neuere Lehrmeinungen sprechen sich allerdings gegen diese Begrifflichkeit aus, da sie entbehrlich und nicht aussagekräftig sei. Der Ausdruck suggeriere fälschlicherweise, dass es auch eine «nur» direkte Demokratie gebe, was im modernen Staat undenkbar ist.
Die direktdemokratischen Mitbestimmungsrechte ändern aber nichts daran, dass Bund und Kantone primär repräsentative Demokratien sind. Die Volksrechte sind eingebettet in einen geordneten Entscheidungsfindungsprozess, bei dem die gewählten Repräsentativorgane einen erheblichen Anteil an der staatlichen Willensbildung haben. Die Mehrheit der politischen Entscheidungen erfolgt ohne Mitwirkung des Volkes; nur gegen etwa 7 % der referendumspflichtigen Erlasse auf Bundesebene wird es wirklich ergriffen. Die Referenden knüpfen zudem alle an Parlamentsentscheide an. Das Volk kann den Inhalt der Vorlagen daher nicht ändern. Die Volksinitiative auf Totalrevision der Verfassung beauftragt im Fall ihrer Annahme das (Art. 193 Abs. 3 BV) Parlament zur Ausarbeitung einer neuen Verfassung, die Volk und Ständen vorzulegen ist. Einzig die Volksinitiative auf Teilrevision hat revolutionären Charakter, denn sie verwirklicht eine parlamentsunabhängige Verfassungsrevision.

### Rechtsstaatliche Demokratie
Die Schweiz ist ein Rechtsstaat; alles staatliche Handeln bedarf einer gesetzlichen Grundlage (Legalitätsprinzip). Anders als in anderen Staaten, z. B. Frankreich, wo der Präsident dem Volk jedes Gesetz zur Annahme oder Verwerfung vorlegen kann, sind Volksabstimmungen aus rein politischen Gründen ausgeschlossen. Das Recht ist nicht nur Grundlage (Art. 5 Abs. 1 BV), sondern auch Schranke der Demokratie und soll der willkürlichen Machtausübung einen Riegel vorschieben. Die unmittelbare Volkssouveränität ist das Alleinstellungsmerkmal der schweizerischen Demokratie. Volkssouveränität kann jedoch nicht eigenständig für einen funktionierenden Verfassungsstaat sorgen. Zu dessen Grundgerüst gehören unweigerlich auch die Gewaltenteilung und die Grundrechte. Demokratie ohne gesicherte Verfahren, wie sie die Verfassung bietet, verliert sich in unverbindlicher Spontanität oder in der Manipulation von ad hoc arrangierten Volksbefragungen. Demokratie ohne Grundrechte droht gewalttätig zu werden.
Demokratie und Rechtsstaat stehen in einem Spannungsverhältnis. Während die Verwirklichung der Demokratie möglichst weitreichende Entscheidungsbefugnisse für die Bürger verlangt, setzt der Rechtsstaat voraus, dass auch demokratisch zustandegekommene Entscheide illegitim und illegal sein können und zum Schutz von unantastbaren Grundrechten aufgehoben werden müssen. Im Unterschied zu Deutschland und den Vereinigten Staaten kennt die Schweiz keine Verfassungsgerichtsbarkeit für Gesetze und Verordnungen des Bundes.
Das demokratische Prinzip wird in der Schweiz stärker gewichtet als das rechtsstaatliche. Das zeigt sich neben dem Fehlen der Verfassungsgerichtsbarkeit auch an der Tatsache, dass die Verfassung mit einem einfachen Mehr – je 50 % der Parlamentarier der beiden Kammern müssen zustimmen – geändert werden kann, während dies in Deutschland einer Zweidrittelmehrheit bedarf. Unantastbare Grundprinzipien sind dadurch weniger stark geschützt. Analysen aus Befragungen zeigen, dass für die Bürger die Beteiligung an einer Volksabstimmung wichtiger ist als der Grundrechtsschutz. Einige Autoren sehen dieses Ungleichgewicht als Missstand und wollen daher den Rechtsstaat stärken, während andere den Status quo verteidigen.
Abgesehen von den Spannungsfeldern, die es zwischen Demokratie und Rechtsstaat gibt, wirken beide Strukturprinzipien symbiotisch aufeinander. Der Rechtsstaat bedingt die Demokratie – und vice versa. Der exzessive Gebrauch von Notrecht durch die Regierung gefährdet beispielsweise nicht nur den Rechtsstaat, indem die Macht des Parlaments ausgehöhlt wird, sondern ebenso die Mitwirkungsrechte des Volkes. Die demokratischen Rechte können nur dann verwirklicht werden, wenn sie umfassenden (gerichtlichen) Schutz erfahren.

### Bundesstaatliche Demokratie
Der föderalistische Aufbau der Schweiz bestimmt das Wesen der Demokratie in vielerlei Hinsicht. Dank der bundesstaatlichen Struktur ist eine politische Teilnahme des Volks in einem lokalen, ihnen nahen Rahmen möglich. Die Aufgabenteilung ist so strukturiert, dass immer die unterste Ebene, soweit möglich und sinnvoll, eine Aufgabe erfüllen muss, wodurch die Legitimation des staatlichen Handelns erhöht wird. Nur die weitreichende Organisationsautonomie der Kantone erlaubte es, dass sich eine grosse Vielfalt demokratischer Institutionen herausbilden konnte. Daher unterscheiden sich kantonale Demokratien zuweilen erheblich voneinander. Während die Kantone im 19. Jahrhundert als Vorbilder für die Demokratie im Bund dienten, ist die Demokratisierung zu einem Mittel geworden, um im Lichte der schleichenden Zentralisierung ihre Eigenständigkeit zu behaupten. Föderalismus und Demokratie sind jedoch weniger eng miteinander verknüpft als die Demokratie mit dem Rechtsstaat. Der Föderalismus ist nicht an die Demokratie gebunden und die Demokratie ist – das zeigen die politischen Systeme Frankreichs und des Vereinigten Königreichs – ohne den Föderalismus denkbar.
Der Föderalismus schränkt die Demokratie auch ein, mehr noch: In der Sache bilden Föderalismus und Demokratie Gegensätze; jedenfalls förderte die direkte Demokratie der Kantone die Zentralisierung und deren sukzessive Entmachtung. Das Ständemehr wirkt zugunsten der kleineren Kantonen und dient dem Minderheitenschutz (einem ähnlichen Zweck folgt der Ständerat), indem eine Majorisierung durch die dicht bevölkerten Kantone verhindert soll. Das Ständemehr bricht jedoch mit der fundamentalen Regel der Demokratie one man, one vote und hat zur Folge, dass eine Stimme unter Umständen im Kanton Obwalden deutlich mehr Gewicht hat als eine im Kanton Zürich. Dadurch wird eine allfällige negative Entscheidung der Kantone höher gewichtet als die Zustimmung des Volkes. Damit entsteht zwischen dem bundesstaatlichen Machtausgleich auf der einen und der demokratischen Mehrheitsregel auf der anderen Seite ein Widerspruch, der jedoch dadurch etwas abgefedert wird, dass die Standesstimmen ebenfalls demokratisch zustande kommen.
Dieser Widerspruch zwischen Föderalismus und Demokratie ist aber gewollt. Die Kantone bestanden schon vor 1848, währenddessen die Bundesverfassung von 1848 das schweizerische Volk als Verfassungsorgan neu schuf. Die Kantone traten unter der Bedingung in den Bund ein, dass ihr Fortbestehen gesichert ist. Mit der Standesstimme steht ihnen ein Mittel zur Hand, mit dem sie einer vom Volksmehr ermöglichten Zentralisierung Einhalt gebieten und ihre Autonomie und Souveränität schützen können. Das Erfordernis des Ständemehrs ist das mit Abstand wirksamste Mittel der Kantone zu ihrer Behauptung im Bundesstaat. Der Ständerat erwies sich dagegen für den Föderalismus als ineffektiv – allen voran wegen des Instruktionsverbots (Art. 161 Abs. 1 BV), das verlangt, dass die National- und Ständeräte ohne Weisung stimmen. Auch die Ständeräte sind Abgeordnete der Bundesversammlung (wie die US-Senatoren) und keine Delegierten der Kantone (anders als die Mitglieder des deutschen Bundesrats).

### Verhältnis von Regierung und Parlament
Dem Schweizer Staatswesen liegt eine Gewaltenteilung zugrunde, die dem Schutz der Grundrechte, des Föderalismus und der Demokratie dient. Die Gewaltenteilung in der Schweiz basiert auf einer möglichst grossen Unabhängigkeit der Staatsgewalten. Hierin unterscheidet sich das schweizerische vom deutschen System – das dem parlamentarischen Typus folgt –, in dem das Schicksal von Regierung und Parlament wegen des Misstrauensvotums und der Vertrauensfrage aneinander geknüpft ist: Die Regierungen sind auf sie zuverlässig unterstützende Mehrheiten im Parlament angewiesen – ansonsten drohen Neuwahlen.
Das System der Gewaltenteilung geht auf den Staat des 19. Jahrhunderts zurück und vermag die vorherrschende Staatswirklichkeit nicht adäquat zu beschreiben. Es beruht zu sehr auf der Trennung der Gewalten und berücksichtigt deren Zusammenwirken nur unzureichend; zudem überlappen die Funktionen der drei klassischen Gewalten. So ist der Bundesrat die oberste Exekutivbehörde, doch ist ihm ein wichtiger Teil der Rechtsetzung – das Kerngeschäft des Parlaments – zugewiesen (Art. 182 BV): Der Löwenanteil der Verordnungen werden durch ihn erlassen.
Der Bundesversammlung kommt eine starke Rolle im Gewaltengefüge zu. Nach Art. 148 Abs. 1 BV übt sie die «oberste Gewalt» aus, unter Vorbehalt der Volksrechte (Parlamentssuprematie). Daraus folgt aber keine rigorose hierarchische Abstufung in dem Sinne, dass die Exekutive bloss das Recht, das von der übergeordneten Legislative erlassen wurde, vollzieht. Wegen der Vormachtstellung des Parlaments kennt die Schweiz anders als die Vereinigten Staaten kein System der Checks and Balances. Der Bundesrat verfügt über keine rechtlichen Mittel, kein Vetorecht bei Parlamentsbeschlüssen, um die Gewalt der Bundesversammlung zu begrenzen; die hemmenden Befugnisse sind vor allem dem Parlament übertragen (Art. 169 BV, Oberaufsicht der Bundesversammlung über den Bundesrat und die Bundesverwaltung). Das Parlament untersteht seinerseits der Kontrolle des Volkes und derjenigen der Medien. Über die personelle Gewaltenteilung hinaus wird die Regierung nicht vom Volk, sondern dem Parlament gewählt. Das Parlament verfügt über umfassende Informations- und Initiativrechte.

### Konkordanzdemokratie
Politische Entscheidungen werden in der Schweiz nach dem Modell einer Konkordanzdemokratie gefällt, die sich zwischen den Extremen der reinen Konkurrenzdemokratie, in der für einen Beschluss 50 Prozent plus eine Stimme genügen, und der Konsensdemokratie, in der fast alle mit dem Beschluss einverstanden sein müssen, bewegt. Die Begrifflichkeiten sind jedoch nicht einheitlich; nach der Typologie Arend Lijpharts ist die Schweiz der Prototyp der Konsensdemokratie. Im konkurrenzdemokratischen System, dem dasjenige des Vereinigten Königreichs am nächsten kommt, wird alles nach dem Willen der parlamentarischen Mehrheit entschieden. Die von ihr gebildete Regierung kann ihr politisches Programm durchsetzen, ohne dabei Rücksicht auf andere Parteien und Gruppierungen nehmen zu müssen. Regierung und Parlamentsmehrheit stehen als Einheit einer parlamentarischen Opposition gegenüber. Referenden sind konkurrenzdemokratischen Systemen folglich fremd. Die Konsensdemokratie bezeichnet dagegen ein politisches System, das wesentlich auf Verhandlungen zwischen den einzelnen politischen Kräften basiert.
Für die Schweizer Konkordanzdemokratie ist das Fehlen einer festgelegten Opposition, wie es sie in Deutschland oder den Vereinigten Staaten gibt, zentral. Stattdessen existiert eine Koalition, die alle grossen Parteien umfasst. Sie verantwortet die Regierungsgeschäfte, während die ausserparlamentarischen Kräfte mittels direktdemokratischer Rechte punktuell opponieren. Deswegen haben wechselnde Kräfteverhältnisse im Parlament weniger Einfluss auf die Regierungspolitik als in Konkurrenzdemokratien. Die Konkordanzdemokratie ist darauf ausgerichtet, die Autonomie subnationaler Einheiten (Gliedstaaten, Regionen, Gemeinden) zu schonen, und sie ist in der Lage, gesellschaftliche Gruppen, die sich religiös, sprachlich oder ethnisch voneinander abgrenzen, zu integrieren. Damit eine Konkordanzdemokratie funktionieren kann, ist es elementar, dass die politischen Eliten der verschiedenen Gruppen miteinander kooperieren.
In der schweizerischen Konkordanzdemokratie streben die politischen Akteure danach, möglichst grosse Mehrheiten zu bilden, Minderheiten zu integrieren und Kompromisse zu suchen, sodass möglichst alle politischen Kräfte an der Entscheidungsfindung beteiligt sind und sich in den Entscheidungen wiederfinden können. Die stärkste Ausprägung dessen findet sich in der Organisation des Bundesrats als Kollegialbehörde, die nach der Zauberformel, die durch einen Parteienproporz bestimmt wird, zusammengesetzt ist. Aber auch Parteien, die nicht der Regierung angehören (Grüne, Grünliberale), sind Teil des Konkordanzsystems, halt im Parlament. Auch sie unterstützen bisweilen Vorlagen der Regierung, um in anderen Fällen Vorlagen zusammen mit Parteien, die in der Regierung vertreten sind, zu bekämpfen. Da in der Regierung dadurch die grossen politischen Kräfte vertreten sind, steigen die Chancen, dass diese Regierung Gesetzesentwürfe ausarbeitet, die im Parlament und im Volk Mehrheiten finden. Die Konkordanz ist somit eine notwendige Folge sowohl der wechselnden Mehrheiten im Parlament als auch der direktdemokratischen Instrumente der Stimmberechtigten. Auch die Zusammensetzung des Bundesgerichts entspricht weitgehend den parlamentarischen Kräfteverhältnissen. Die Bundesversammlung möchte damit erreichen, dass auch die politischen Richtungen verhältnismässig vertreten werden.

## Kategorien direktdemokratischer Rechte

### Referendum
Mit dem Referendum bestätigt oder verwirft das Volk einen parlamentarischen Beschluss, wobei der Abstimmungstext nicht geändert werden kann. Der Beschluss des Parlaments ist somit nicht endgültig, sondern bedarf – entweder zwingend oder auf Verlangen der Stimmberechtigten – der Zustimmung des Volkes. Negative Entscheide, also die Ablehnung eines Beschlusses, unterstehen grundsätzlich nicht dem Referendum. Das konstruktive Referendum ist ein Sonderfall des Referendums, da es die einzige Ausformung des Referendums ist, mit dem das Volk den Inhalt tatsächlich bestimmen kann. Das konstruktive Referendum existiert auf Bundesebene nicht.
Das Referendum entfaltet bremsende Wirkung – im Gegensatz zur Volksinitiative. Während Volksinitiativen selten angenommen werden (es ist jedoch eine Tendenz zu erfolgreichen Initiativen auf Bundesebene festzustellen), haben Referenden eine erhebliche Chance, Beschlüsse des Parlaments zu Fall zu bringen. Das liegt vor allem an der grossen Personenzahl, die ein Referendum hinter sich vereinigen kann. Das sind zum einen die Anhänger des bisherigen Zustandes sowie die Befürworter kleinerer Änderungen, die finden, ein Beschluss sei unnötig oder wolle zu viel. Hinzu kommen noch jene Kreise, denen der Beschluss zu wenig weit geht, und die sogenannten «chronischen Neinsager».
Da Parlamentsvorlagen verhältnismässig leicht in der Volksabstimmung umgeworfen werden können, hat das Referendum erhebliche Vorwirkungen auf die Ausarbeitung des Beschlusses. Die Möglichkeit für Schweizer Stimmbürger, ein fakultatives Referendum zu ergreifen, war massgeblich für die Herausbildung der Konkordanzdemokratie verantwortlich. Bundesrat und Parlament ist es daran gelegen, eine Vorlage möglichst «referendumssicher» auszugestalten, um eine Abstimmung zu verhindern, bei der sie möglicherweise vom Volk abgelehnt wird. Durch das Referendum kann ein grosser Teil der Bevölkerung politisch partizipieren. Aber auch wenn eine Vorlage in der Abstimmung abgelehnt wird, greift sie das Parlament zum Teil wieder auf, wobei jene Argumente, die im Abstimmungskampf dominierten, mit einbezogen werden.

### Initiativen
Mit der Volksinitiative kann eine bestimmte Zahl an Stimmberechtigten entweder direkt dem Volk oder zunächst dem Parlament einen Beschluss vorschlagen. Während das Referendum an einen Beschluss des Parlaments anknüpft, unterbreitet die Initiative einen Vorschlag. Nicht nur das Volk, sondern auch die einzelnen Parlamentsmitglieder und die Regierung, im Bund ausserdem die beiden Kammern der Bundesversammlung (parlamentarische Initiative) und die Kantone (Standesinitiative) verfügen über ein Initiativrecht (Art. 160 und Art. 181 BV). Dem Parlament steht es jedoch frei, diese Aufträge weiterzuverfolgen oder sie zu verwerfen. Gleiches gilt für Volksmotionen. Die Volksinitiative führt hingegen in der grossen Mehrzahl der Fälle zur Volksabstimmung, entweder direkt oder durch einen Gegenentwurf, zu dessen Gunsten die Initiative zurückgezogen werden kann. Gegen die Gegenentwürfe kann jedoch wieder das Referendum ergriffen werden; bei einem Gegenentwurf auf Verfassungsebene ist es obligatorisch.
Volksinitiativen nehmen in der Schweiz verschiedene Formen an. Die beiden wichtigsten sind die allgemeine Anregung und der ausgearbeitete Entwurf. Mit der allgemeinen Anregung wird das Parlament angewiesen, in bestimmter Weise tätig zu werden. Die Gesetzesinitiative in der Form der allgemeinen Anregung beispielsweise verlangt, dass ein Gesetz in bestimmter Weise geändert werden soll. Die Ausarbeitung des Gesetzestextes ist Sache des Parlaments; die allgemeine Anregung gibt nur die Richtung der Revision an. Der ausgearbeitete Entwurf hingegen überlässt dem Parlament keinen Spielraum, die Bestimmung zu konkretisieren, und schlägt einen endgültigen Wortlaut vor. Der ausgearbeitete Entwurf ist die radikalere und durchsetzungskräftigere Form der Volksinitiative und entsprechend wesentlich beliebter als die allgemeine Anregung. Mit einer Verfassungsinitiative kann ebenso ein Verfahren auf Totalrevision begonnen werden (Art. 138). Nebst der Volksinitiative kennt der Kanton Zürich eine Behörden- oder Einzelinitiative.
Aus demokratischen Gesichtspunkten ist die Volksinitiative radikaler als das Referendum, da das Parlament umgangen wird. Während das Referendum konservativ wirkt, ist die Volksinitiative dynamisch. Sie vermag die bremsenden Wirkungen des Referendums teilweise zu kompensieren, indem sie die politische Innovation – ob direkt oder indirekt – fördert. Zudem führt sie zur stärkeren Berücksichtigung jener politischen Akteure, deren Interessen im repräsentativ-demokratischen System vernachlässigt werden. Sie trägt auch der Tatsache Rechnung, dass der einzelne Stimmberechtigte je nach Sachgebiet einmal zur Mehrheit und ein anderes Mal zu einer Minderheit gehört. Diesen zahlreichen Minderheiten gibt das Initiativrecht die Möglichkeit, sich in der Volksabstimmung gegen die Parlamentsmehrheit in einer bestimmten Frage durchzusetzen.
Entgegen ihrer eigentlichen Funktion, eine Volksabstimmung herbeizuführen, versuchen Initiativen zunehmend, die Exekutive mit der Verwaltung und das Parlament in ihrem Sinn zu beeinflussen und zur Ausarbeitung eines Gegenentwurfs zu bewegen, zu dessen Gunsten die Initiative meistens zurückgezogen wird. Auch Initiativbegehren, die in der Abstimmung verworfen werden, sich jedoch einer vergleichsweise hohen Unterstützung erfreuten, können die Tätigkeit des Parlaments beeinflussen.

## Volksrechte auf Bundesebene

### Wahlen
Der Nationalrat bildet mit dem nach kantonalem Recht gewählten Ständerat die Bundesversammlung. Der Nationalrat besteht aus 200 Mitgliedern, die mittels Verhältniswahl (Proporzwahl) gewählt werden. Die Sitze werden nach der Bevölkerungszahl auf die Kantone verteilt, wobei jedem Kanton mindestens einer zusteht. Das derzeitige Verfahren (Hagenbach-Bischoff), bei dem jeder Kanton einen Wahlkreis bildet, verfälscht jedoch den Proporzgedanken und verzerrt das Wahlergebnis, denn als Berechnungsgrundlage für die Verteilung der Mandate auf die Listen dienen die kantonalen Ergebnisse und nicht etwa die nationalen. In einem Kanton, dem weniger als 10 Sitze zustehen, muss eine Partei einen Zehntel der Stimmen erhalten, um sicher einen Nationalratssitz zu gewinnen – in Kantonen mit 2 Sitzen sogar ein Drittel der Stimmen. Wenngleich kein Mindestquorum wie im Deutschen Bundestag (Fünf-Prozent-Hürde) existiert, ergibt sich dadurch eine faktische Sperrklausel von mehr als 10 %, weshalb Stimmen für kleine Parteien wirkungslos sind. Dadurch wird der Grundsatz der Erfolgswertgleichheit verletzt, wonach alle Stimmen in gleicher Weise zum Wahlergebnis beitragen sollen, zumal einige «verschwendet» wurden. Das Bundesgericht räumte daher ein, dass das Wahlsystem «möglicherweise den Anforderungen […] an ein Wahlsystem bei kantonalen und kommunalen Proporzwahlen gemäss Art. 34 BV nicht [entspricht].»
Der Nationalrat repräsentiert die Gesamtbevölkerung, nicht nur die Stimmberechtigten. Dadurch wird allerdings die Stimmkraftgleichheit – möglichst gleichmässiges Verhältnis von Einwohner- und Sitzzahl – relativiert: In Kantonen mit einem höheren Anteil an Ausländern pro Wahlberechtigten werden mehr Sitze vergeben als in Kantonen mit einem niedrigeren Ausländeranteil. Von dieser Regelung profitieren namentlich die Kantone Genf, Basel-Stadt und Waadt.

### Volksinitiative
Auf Bundesebene existiert die Verfassungsinitiative in Form des ausgearbeiteten Entwurfs und der allgemeinen Anregung (Art. 139 BV), wobei sich der ausgearbeitete Entwurf wegen seiner Durchschlagskraft grösserer Beliebtheit erfreut (480 der ca. 500 lancierten Initiativen waren ausgearbeitete Entwürfe). Mit 100'000 Unterschriften in 18 Monaten können Stimmberechtigte eine Teil- oder Totalrevision der Bundesverfassung verlangen, wobei nur die Initiative auf Teilrevision von praktischer Bedeutung ist. Sie bringt ein fundamentales Prinzip der schweizerischen Staatsidee – die direkte Beteiligung der Stimmbürger in Sachfragen – zum Ausdruck, denn sie gibt dem Volk die Möglichkeit, jederzeit (fast) beliebige Verfassungsinhalte ändern oder neu hinzufügen zu können. Das Initiativrecht unterliegt jedoch gewissen Schranken. Zum einen muss die Einheit der Form gewahrt werden, d. h., eine Initiative wird entweder als allgemeine Anregung oder als ausgearbeiteter Entwurf vorgelegt. Die Einheit der Materie verlangt, dass zwischen den einzelnen Teilen der Initiative ein sachlicher Zusammenhang besteht. Schliesslich darf eine Volksinitiative den zwingenden Bestimmungen des Völkerrechts nicht zuwiderlaufen. Wenn diese verletzt werden, wird die Initiative von der Bundesversammlung für (teil-)ungültig erklärt. Eine letzte, nicht formelle Schranke ist die faktische Undurchführbarkeit – eine Initiative, die Unmögliches verlangt, würde ebenso für ungültig erklärt werden. Dass eine Initiative für ungültig erklärt wird, kommt jedoch nur äusserst selten vor (seit Einführung des Initiativrechts fünfmal; bei einer Initiative war nur ein Teil ungültig).
Immer häufiger werden auf Bundesebene die Gegenentwürfe, die die Bundesversammlung als Alternative zu einer Volksinitiative ausarbeitet. Diese Gegenentwürfe sind entweder Verfassungs-, zumeist aber Gesetzesvorlagen, mit denen das Parlament einen Rückzug der Initiative zugunsten des Gegenentwurfes herbeiführen will, der anschliessend – unter Vorbehalt des Referendums – in Kraft tritt.

### Obligatorisches Referendum
Jedwede Änderung der Bundesverfassung muss von Volk und Stände abgesegnet werden (Art. 140 BV). Diesem doppelten Mehr (Volks- und Ständemehr) unterstehen ebenfalls völkerrechtliche Verträge, die den Beitritt zu einer Organisation für kollektive Sicherheit (z. B. UNO) oder einer supranationalen Gemeinschaft (z. B. EU) vorsehen. Dieses obligatorische Staatsvertragsreferendum dient dazu, die Beteiligung des Volkes bei zentralen Fragen zum politischen System der Schweiz sicherzustellen. In der Vergangenheit wurden jedoch auch Verträge dem obligatorischen Referendum unterstellt (Beitritt zum Völkerbund oder dem EWR), obschon es damals keine Rechtsgrundlage gab. Diese Möglichkeit wird noch heute als ungeschriebenes Verfassungsrecht akzeptiert.
Dem obligatorischen Referendum unterstehen denn auch Bundesgesetze, die keine Verfassungsgrundlage haben und deren Geltungsdauer ein Jahr übersteigt (Art. 165 Abs. 3 BV). Es dabei unklar, was ein solches Bundesgesetz genau darf. Unter der geltenden Bundesverfassung wurde ein solches Bundesgesetz erst einmal erlassen: Am 10. Dezember 2020 beschloss die Bundesversammlung eine dringliche Änderung des Parlamentsgesetzes, die es den Mitgliedern des Nationalrats vorübergehend ermöglichte, im Fall einer Covid-19-Isolation bzw. -Quarantäne elektronisch, das heisst in Abwesenheit, abzustimmen, was Art. 159 Abs. 1 BV widerspricht.

### Fakultatives Referendum
Auf Bundesebene kann das fakultative Referendum von 50'000 Stimmberechtigten oder acht Kantonen ergriffen werden (Art. 141 BV). Das Kantonsreferendum besitzt jedoch keine praktische Bedeutung; seit dessen Einführung kam erst ein einziges zustande (Steuerpaket 2001). Gegenstand des fakultativen Referendums sind immer Beschlüsse der Bundesversammlung, jedoch bei Weitem nicht alle. Verordnungen und einfache Bundesbeschlüsse sind der direktdemokratischen Kontrolle entzogen. Wenngleich nur eine einzige Bestimmung umstritten ist, muss das Referendum als Ganzes gegen den Beschluss ergriffen werden. Da das Referendum zwingend ist, kann ein referendumspflichtiger Erlass nur in Kraft treten, wenn entweder die Referendumsfrist von 100 Tagen unbenutzt ablief oder die Vorlage in der Volksabstimmung angenommen wurde. Nur in Ausnahmefällen dürfen völkerrechtliche Verträge vorläufig angewendet oder Bundesgesetze dringlich in Kraft gesetzt werden, wenn der Sachverhalt keinen Aufschub duldet.
Art. 141 BV unterstellt alle neuen Bundesgesetze sowie die Änderung oder Aufhebung bestehender dem fakultativen Referendum. Dieses Gesetzesreferendum ist die wichtigste Ausformung des fakultativen Referendums. In der Praxis werden grössere Vorlagen manchmal aus taktischen Gründen auf mehrere Bundesgesetze und damit auf verschiedene Referenden aufgeteilt. Damit wird erreicht, dass ein Reformvorhaben potentiell auch dann Bestand haben kann, wenn ein (umstrittener) Teil bei der Abstimmung verworfen wird. Zuweilen ist es aus Gründen der Kompromissfindung nötig, verschiedene Änderungen in einer Vorlage, einem sogenannten Mantelerlass, unterzubringen (siehe als Beispiele das Klimaschutzgesetz und das Bundesgesetz über eine sichere Stromversorgung mit erneuerbaren Energien). Solche «Pakete» sind dann nötig, wenn für eine Reform verschiedene Bundesgesetze geändert werden müssen, alle Änderungen einander jedoch bedingen – zum Beispiel wird durch ein Bundesgesetz die Finanzierung, durch ein weiteres die Umsetzung geregelt. Das eine funktioniert nicht ohne das andere. Diese Verknüpfung ist in der Lehre nicht ganz unbestritten, wird aber als zulässig erachtet.
In seltenen Fällen werden Bundesgesetze für dringlich erklärt, d. h., sie treten am Tag der parlamentarischen Beschlussfassung in Kraft. Haben diese Bundesgesetze eine Verfassungsgrundlage und übersteigt ihre Geltungsdauer ein Jahr, unterstehen sie dem fakultativen Referendum. Das dringliche Bundesgesetz tritt ausser Kraft, wenn es innerhalb dieser Frist in der Volksabstimmung verworfen wird – sonst bleibt es bestehen. Dem fakultativen Referendum unterstehen auch Bundesbeschlüsse, soweit von Verfassung oder Gesetz vorgesehen (siehe Art. 53 Abs. 3 BV oder Art. 28 Abs. 3 ParlG).
Das fakultative Referendum bei völkerrechtlichen Verträgen kommt nur bei jenen infrage, die von der Bundesversammlung genehmigt werden, was nur auf etwa 5 % zutrifft. Zunächst unterstehen völkerrechtliche Verträge dem fakultativen Referendum, wenn sie unbefristet und unkündbar sind. Das Referendum kann auch bei Verträgen ergriffen werden, die den Beitritt zu einer internationalen Organisation, z. B. der WHO oder OECD, vorsehen. Der letzte Anwendungsbereich des fakultativen Staatsvertragsreferendums sind völkerrechtliche Verträge, die «wichtige rechtsetzende Bestimmungen enthalten». Das sind Verträge, die nicht unter die Kategorien von Ziffer 1 und 2 fallen, jedoch genügend grosse Veränderungen für das Schweizer Staatswesen nach sich ziehen, dass sie dem fakultativen Referendum unterstellt werden. Von 1977 bis 2021 wurden 24 Abkommen dem Referendum für unbefristete und unkündbare Verträge, 39 Abkommen dem Referendum über den Beitritt zu internationalen Organisationen und zwischen 2003 und 2021 wurden 272 Abkommen dem fakultativen Staatsvertragsreferendum für Verträge unterstellt, die wichtige rechtsetzende Bestimmungen enthalten. Es wurden aber längst nicht alle Referenden tatsächlich ergriffen.

## Herausforderungen

### Rechtsstaatlich problematische Volksinitiativen
Das Verhältnis zwischen Rechtsstaatlichkeit und Demokratie ist sehr bedeutend und wurde schon als das «Zentralproblem» (Werner Kägi) des Schweizer Staatsrechts bezeichnet. In jüngerer Zeit wird die Austarierung zwischen demokratischer Mitbestimmung auf der einen und rechtsstaatlichen Grundprinzipien auf der anderen Seite wieder intensiver diskutiert. Denn zunehmend kommen Volksinitiativen zur Abstimmung, die Automatismen und ausnahmslose Regelungen für Einzelfälle vorsehen (z. B. Ausschaffungsinitiative, Pädophilen-Initiative und Durchsetzungsinitiative). Die Staatsrechtsprofessoren Giovanni Biaggini und Jörg Paul Müller kritisieren, dass dadurch insbesondere der Grundsatz der Verhältnismässigkeit (Art. 5 Abs. 2 BV) unter Druck gerate, da diese Volksinitiativen – eine konsequente Umsetzung beabsichtigend – den rechtsanwendenden Behörden jeglichen Ermessensspielraum raubten. Eine Verfassungsbestimmung, die zumeist nur aus einigen Textzeilen besteht, könne den komplexen Gegebenheiten des Einzelfalls nicht gerecht werden.
Diese von Volksinitiativen eingeführten Verfassungsbestimmungen beanspruchen oft direkte Anwendbarkeit. Zwar gibt es einige Verfassungsnormen, die direkt anwendbar sind, also keiner Konkretisierung auf Gesetzesebene bedürfen; sie sind jedoch die Ausnahme. Bei den Grundrechten ist die direkte Anwendbarkeit erwünscht, denn aus ihr resultiert die direkte Einklagbarkeit, also hoher Rechtsschutz. Bei sachpolitischen Verfassungsnormen hingegen ist es problematisch, den Gesetzgeber zu überspringen, besonders dann, wenn die fragliche Norm kategorisch formuliert ist und damit zusätzlich den richterlichen Entscheidungsspielraum stark einengt. Die Ausschaffungs- und die Pädophilen-Initiative nahmen solche Normen in die Verfassung auf. Sachprobleme sind indes meist komplex und lassen sich nicht mit ein paar Worten Verfassungstext sachgerecht erfassen und exakt eingrenzen. Die einzigartige Befugnis von Volk und Ständen, das höchste Recht des Landes zu setzen, könne Biaggini und Müller in eine neue Form des Absolutismus, den Demokratieabsolutismus, abgleiten.
Bei jüngeren Volksinitiativen ist eine weitere rechtsstaatlich bedenkliche Tendenz zu beobachten. Die Zweitwohnungs- und die Masseneinwanderungsinitiative beispielsweise setzten der Bundesversammlung im Initiativtext eine Frist, bis wann sie die Verfassungsnorm der Initiative ausführen müsse. Damit sollte das Parlament zu einer zügigen Umsetzung veranlasst werden. Doch nach geltendem Verfassungsrecht kann die Bundesversammlung nicht gezwungen werden, solche Aufträge korrekt auszuführen – in der Vergangenheit gab es Fälle (Alpen- oder Zweitwohnungsinitiative), in denen solche Gesetzgebungsaufträge nicht oder nicht richtig erfüllt wurden. Damit das politische Ziel dennoch erreicht wurde, sahen die erwähnten Initiativen einen Ausweg vor: Für den Fall, dass die Ausführungsgesetzgebung im festgelegten Zeitpunkt – in der Regel 1 bis 3 Jahre nach der Volksabstimmung – noch nicht in Kraft getreten sein sollte, solle der Bundesrat die Ausführungsbestimmungen (vorübergehend) auf dem Verordnungsweg erlassen. Andere Initiativen gingen noch weiter, indem sie den Bundesrat verpflichteten, die Ausführungsbestimmungen «bis zum Inkrafttreten der gesetzlichen Bestimmungen» durch Verordnungen zu erlassen.
Dass der Bundesrat dadurch zum Ersatzgesetzgeber mutiert, birgt die Gefahr, dass die Verordnungen, die nur provisorisch gelten sollen, dauerhaft bestehen, weil die Ausführungsgesetzgebung erst Jahre später oder gar nicht zustande kommt. Ausserdem können bundesrätliche Verordnungen per konkrete Normenkontrolle vor dem Bundesgericht angefochten werden – diese Form der Verfassungsgerichtsbarkeit existiert bei Bundesgesetzen nicht. Das Bundesgericht kann diese Verordnungen somit für nichtig erklären, wodurch es über höchst politische Fragen zu urteilen beginnt.
Die Initiativen der letzten beiden Jahrzehnten zeigten, dass es für Initianten zunehmend schwierig ist, einen Verfassungstext auszuarbeiten, der rechtlich, politisch und sprachlich ausgereift ist und sich ohne grössere Probleme umsetzen lässt. Die wachsende Komplexität der Problemstellungen verlange professionelle Rechtsetzung, stellen Markus Müller und Alain Griffel fest. Sie schlagen deshalb die Wiederbelebung der Volksinitiative in der Form der allgemeinen Anregung vor.

## Ökonomische Aspekte der direkten Demokratie
Die systematische Erforschung mit Hilfe ökonomisch-statistischer Verfahren zeigt, dass die direkte Demokratie in aller Regel besser abschneidet als die (rein) repräsentative Demokratie. Studien zeigen, dass die direkte Demokratie der Schweiz nicht nur modern und erfolgreich, sondern auch entwicklungs- und sogar exportfähig ist.
Der Ökonom und Glücksforscher Bruno Frey untersuchte die Möglichkeiten zur politischen Mitbestimmung in den Kantonen und stellte fest, dass die Menschen dort, wo es mehr Mitbestimmung gibt und die Hürden für direkte Volksabstimmungen kleiner sind, glücklicher sind.
Die Effizienz der direkten Demokratie zeigt sich zum Beispiel daran, dass es in den 1990er Jahren mit Zustimmung des Volkes und trotz des Einflusses von Interessengruppen gelungen ist, drastische Massnahmen zur Begrenzung des staatlichen Defizites und der Ausgaben sowie einen Schuldenabbau durchzusetzen (Schuldenbremse).
Wie Vergleichsstudien zeigen, bewirken direkte Volksrechte, dass im Durchschnitt etwa dreissig Prozent weniger Steuern hinterzogen werden und Staatsausgaben und Staatsschulden geringer sind. Die politischen Institutionen sind effizienter, und das wirtschaftliche System weist eine höhere Produktivität aus.

## Bedrohungen
Nach dem Zweiten Weltkrieg gab es Anzeichen, dass der Bundesrat vom sogenannten Vollmachten-Regime, das er und das Parlament kriegs- und wirtschaftskrisenbedingt beansprucht hatten, zu weiten Teilen nicht mehr abrücken wollte. Aus diesem Grund wurde die Eidgenössische Volksinitiative «Rückkehr zur direkten Demokratie» lanciert, die in der Volksabstimmung vom 11. September 1949 knapp gutgeheissen wurde.